# Äntligen – Marie Fredrikssons bästa 1984–2000
Äntligen — Marie Fredrikssons bästa 1984—2000 (со швед. — «Наконец-то — сборник лучших хитов Мари Фредрикссон 1984—2000») — первый сборник лучших хитов шведской певицы и автора песен Мари Фредрикссон, выпущенный 31 марта 2000 года компанией EMI. Он был составлен Фредрикссон и содержит большинство её синглов, а также несколько её любимых треков из альбомов. Он имел коммерческий успех после выпуска в её родной стране, проведя восемь недель на первом месте в чарте Sverigetopplistan и в конечном итоге получив трижды «платиновый» статус от Шведской ассоциации звукозаписывающей индустрии за поставки почти четверти миллиона копий.

## История альбома и запись
Альбом содержит все синглы, выпущенные Фредрикссон начиная с её дебютного альбома Het vind (1984), за исключением трех:
- «Het vind» из альбома Het vind (1984)
- «Silver i din hand» из альбома Den sjunde vågen (1985)
- «Ber bara en gång» из альбома I en tid som vår (1996) — промо-сингл был выпущен ограниченным тиражом

Также в данный сборник не вошла её совместная работа с бывшей вокалисткой ABBA Анни-Фрид Лингстад, «Alla mina bästa år», которая вошла в альбом Фриды Djupa andetag (1996) и выпущена как сингл в 1997 году.
Пластинка содержит две ранее не издававшиеся записи, обе из которых были выпущены как синглы. «Äntligen» был выпущен как ведущий сингл и вошел в топ-40 хитов в Швеции. Ремикс-версия песни, переименованная в «Solen gick ner över stan», также была включена в альбом. Вторая новая песня, «Det som var nu» — дуэт с певцом и автором песен Патриком Исакссоном — была выпущена в Швеции в качестве второго сингла, где достигла в чартах 59-го места. Последняя представляет собой шведскую перезапись трека, первоначально записанного в конце 1990-х для альбома Roxette Have a Nice Day (1999). Оригинальная английская демоверсия трека, названная «Always the Last to Know», впоследствии просочилась в Интернет в 2002 году, когда бывший сотрудник EMI продал пиратский CD на голландской ярмарке грампластинок.

## Коммерческие показатели
Пластинка имела большой коммерческий успех в родной стране Фредрикссон, дебютировав на первом месте и проведя в общей сложности восемь непоследовательных недель на первом месте. Затем она провела больше года в шведском чарте альбомов. Это был второй самый продаваемый альбом 2000 года в стране после 1, сборника лучших хитов The Beatles, а также был 87-м самым продаваемым альбомом 2001 года. В конечном итоге альбом был сертифицирован трижды «платиновым» Шведской ассоциацией звукозаписывающей индустрии за поставки почти 250 000 единиц. Он также имел успех в соседней Норвегии, поднявшись в чартах до шестого места, и был сертифицирован «золотым» Международной федерацией фонографической индустрии за поставки более 25 000 единиц в Норвегии.
Успех альбома побудил Фредрикссон дать серию из 18 концертов по всей Швеции, что стало ее первыми сольными концертами с 1992 года. «Äntligen — Sommarturné», двухдисковый бокс-сет, содержащий концертный альбом и DVD с ее выступлением 10 августа 2000 года в Морском музее Стокгольма, был выпущен 24 ноября.

## Список композиций
| №                   | Название                                              | Автор(ы)                              | Длительность |
| ------------------- | ----------------------------------------------------- | ------------------------------------- | ------------ |
| 1.                  | «Äntligen»                                            | Мари Фредрикссон Микаэль Боиош        | 4:02         |
| 2.                  | «Det som var nu» (дуэт с Патриком Исакссоном)         | Фредрикссон                           | 6:37         |
| 3.                  | «Ännu doftar kärlek» (из Het vind, 1984)              | Фредрикссон Лассе Линдбом             | 3:43         |
| 4.                  | «Den bästa dagen» (из Den sjunde vågen, 1986)         | Фредрикссон Линдбом Никлас Стрёмстедт | 4:34         |
| 5.                  | «Mot okända hav» (из Den sjunde vågen)                | Ulf Schagerström                      | 3:49         |
| 6.                  | «Den sjunde vågen» (из Den sjunde vågen)              | Фредрикссон Линдбом                   | 5:56         |
| 7.                  | «Ett hus vid havet» (из Den sjunde vågen)             | Фредрикссон Линдбом                   | 1:29         |
| 8.                  | «Efter stormen» (из Efter stormen, 1987)              | Фредрикссон Линдбом                   | 4:00         |
| 9.                  | «Om du såg mej nu» (из Efter stormen)                 | Фредрикссон Линдбом                   | 4:01         |
| 10.                 | «Bara för en dag» (из Efter stormen)                  | Фредрикссон Линдбом                   | 4:42         |
| 11.                 | «Sparvöga» (внеальбомный сингл, 1989)                 | Фредрикссон                           | 4:07         |
| 12.                 | «Så stilla så långsamt» (из Den ständiga resan, 1992) | Фредрикссон                           | 5:40         |
| 13.                 | «Så länge det lyser mittemot» (из Den ständiga resan) | Фредрикссон                           | 5:10         |
| 14.                 | «Mellan sommar och höst» (из Den ständiga resan)      | Фредрикссон                           | 4:17         |
| 15.                 | «I en tid som vår» (из I en tid som vår, 1996)        | Фредрикссон                           | 5:51         |
| 16.                 | «Tro» (из I en tid som vår)                           | Фредрикссон                           | 4:56         |
| 17.                 | «Solen gick ner över stan» (Äntligen/Klubbmix)        | Фредрикссон Боиош                     | 3:33         |
| Общая длительность: | Общая длительность:                                   | Общая длительность:                   | 76:35        |

## Участники записи
Список ниже приведён согласно данным буклета к компакт-диску Äntligen — Marie Fredrikssons bästa 1984—2000:
- Записано в EMI Studios в Стокгольме и Studio Vinden в Юрсхольме, Швеция, в период с марта 1984 года по февраль 2000 года.
- Все песни спродюсированы Ларсом-Йораном «Лассе» Линдбомом, кроме треков 1, 2, 15, 16 и 17, спродюсированными Мари Фредрикссон и Микаэлем Боиошом; трек 11 спродюсирован Фредрикссоном, Андерсом Херрлином и Пером «Пелле» Андерссоном; треки 12, 13 и 14 спродюсированы Фредрикссоном и Херрлином.
- Мастеринг выполнила Оса Винцелль в студии Polar Mastering в Стокгольме.

| Музыканты - Мари Фредрикссон — ведущий и бэк-вокал, фортепиано, клавишные, синтезатор, церковный орган, музыкальные аранжировки, сведение - Per «Pelle» Andersson — ударные, клавишные, синтезатор, программирование - Staffan Astner — электрогитары - Микаэль Боиош — бэк-вокал, клавишные, музыкальные аранжировки, программирование, инженерия, сведение - Андерс Херрлин — бас-гитара, клавишные, программирование, музыкальные аранжировки, инженер звукозаписи, сведение - Richard «Ricky» Johansson — бас-гитара, электрический контрабас - Leif Larson — фортепиано, клавишные, синтезатор - Лассе Линдбом — акустическая гитара, инженер звукозаписи, сведение | Технический персонал - Kjell Andersson — дизайн обложки - Björn Boström — инженер звукозаписи (треки 3–7) - Lisa Derkert — прическа и макияж - Mattias Edwall — фотография - Roger Krieg — сведение (трек1) - Lisa Lindqwister — стилист - Alar Suurna — инженер звукозаписи и сведение - Pär Wickholm — дизайн обложки |

Дополнительные музыканты
- Мике «Сюд» Андерссон — хай-хэт (трек 11)
- Ove Andersson — бас (трек 1 и 17)
- «Backa» Hans Eriksson — бас (трек 3)
- Марианне Флюнер[англ.] — бэк-вокал (трек 4)
- Anders Garstedt — труба и флюгельгорн (трек 1)
- Karin Hammar — тромбон (трек 1)
- Юнас Исакссон — электрогитара (трек 12–14)
- Патрик Исакссон[англ.] — ведущий и бэк-вокал, барабан сангбе (трек 2)
- Christer Jansson — ударные и перкуссия (трек 1 и 17)
- Mats Kiesel — музыкальная аранжировка и дирижер хора (трек 16)
- Jan «Nane» Kvillsäter — гитары (трек 3 и 6)
- Магнус Линдгрен[англ.] — музыкальные аранжировки, тенор и баритон саксофоны (трек 1)
- Per Malmstedt — синтезатор (трек 8)
- Nacka Musikklasser (Музыкальные классы муниципалитета Нака) — хор (трек 16)
- Nacka Musikskolas (Музыкальная школа муниципалитета Нака) — хор (трек 16)
- Tove Naess — бэк-вокал (треки 4, 8 и 10)
- Tommy Nilsson — бэк-вокал (трек 4)
- Hans «Hasse» Olsson — фортепиано и синтезатор (трек 3)
- Микаэл Рикфорс — бэк-вокал (трек 4)
- Ki Rydberg — бэк-вокал (трек 8 и 10)
- Max Schultz — гитара (трек 15)
- Torbjörn Stener — гитара (трек 11)
- Mattias Torell — электро- и акустическая гитары (трек 1, 2 и 17)
- Nicki Wallin — ударные (трек 12–14, 16)
- Basse Wickman — бэк-вокал (трек 4)

## Чарты
| Чарт (2000)                | - Peak - position |
| -------------------------- | ----------------- |
| Норвегия (VG-lista)        | 6                 |
| Швеция (Sverigetopplistan) | 1                 |

| Чарт (2000)                                 | Позиция |
| ------------------------------------------- | ------- |
| Шведский чарт альбомов (Sverigetopplistan)  | 2       |
| Чарт (2001)                                 | Позиция |
| Шведский чарта альбомов (Sverigetopplistan) | 87      |

## Сертификация
| Регион                                                       | Сертификация  | Продажи |
| ------------------------------------------------------------ | ------------- | ------- |
| Норвегия (IFPI Norway)                                       | Золотой       | 25 000* |
| Швеция (GLF)                                                 | 3× Платиновый | 250,000 |
| * Данные о продажах приведены только на основе сертификации. |               |         |

## История релизов
| Регион      | Дата          | Формат | Лейбл | № по каталогу    | Прим. |
| ----------- | ------------- | ------ | ----- | ---------------- | ----- |
| Скандинавия | 31 марта 2000 | CD     | EMI   | 7243 5 25954-2 6 | [ 1 ] |